# Manier (Stil)
Manier (im Singular; von französisch la manière bzw. italienisch maniera ‚Art und Weise‘; vergl. Manieren ‚Umgangsformen‘) steht für die persönliche Eigenart, die Handschrift eines Künstlers oder Autors. Im Gesamtwerk, insbesondere aber auch bei Werken, die von mehreren Künstlern oder Autoren stammen, oder bildnerischen Werken aus einer Werkstatt, spricht man auch allgemein von Hand, die anhand der speziellen Manier von anderen Personen zu unterscheiden ist.
Die Manier wird ursprünglich gegen den Stil abgegrenzt, der allgemeiner die Eigenart einer gesamten Kunstrichtung bezeichnet.
In der Alltagssprache wird der Begriff [persönlicher] Stil allerdings oft im Sinne von Manier gebraucht, so dass der Unterschied verschwindet. Dafür werden der Ausdruck Manier und vor allem das abgeleitete Adjektiv manieriert oft abwertend im Sinne von „gesuchte Eigenart“, „Künstelei“ bzw. „verkünstelt“, „geziert“ verwendet – vergleiche die Manier (Verzierung) der Barockmusik, und den Manierismus, die Stilrichtung der Spätrenaissance (Bildung mit -ismus): Bei diesem letzteren ist der Übergang von der stilbasierten anonymen Kunst des Mittelalters zur autorenbasierten Kunst der Neuzeit zum Programm erhoben. Die persönliche Entfaltung war aber im zeitgenössischen Kanon anfangs nur in der Ausschmückung im Detail möglich.